# Özgür Özel

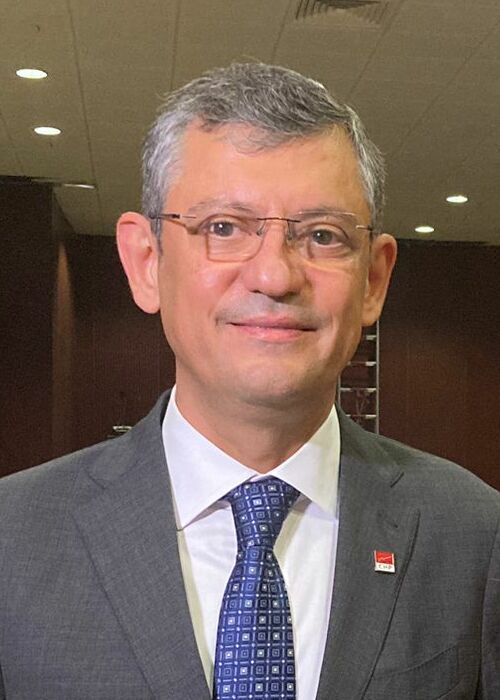
Özgür Özel (2023)

Özgür Özel [œzˈɟyr œˈzel] (* 21. September 1974 in Manisa) ist ein türkischer Politiker. Er ist seit November 2023 Parteivorsitzender der Republikanischen Volkspartei (CHP), der größten Oppositionsfraktion im türkischen Parlament.

## Leben
Özgür Özel wurde am 21. September 1974 in Manisa geboren. Seine Familie stammt ursprünglich vom Balkan. Er studierte Pharmazie an der Ägäis-Universität in Izmir.
Nach seinem Universitätsabschluss arbeitete Özel als Einzelhandelsapotheker, bis er bei der Parlamentswahl 2011 zum Abgeordneten der Großen Nationalversammlung gewählt wurde. Ab 2007 war er als Vorstandsmitglied, Buchhalter und zweimaliger Generalsekretär des türkischen Apothekerverbandes tätig. 
In die weltweiten Schlagzeilen gelangte er nach einer Rede in der türkischen Nationalversammlung im Jahr 2014, als ein Grubenunglück in Soma behandelt wurde, bei dem 301 Bergleute ums Leben kamen. Özel hatte einige Wochen zuvor einen parlamentarischen Antrag eingereicht, bei dem es um die Sicherheit des Bergbaus in der Türkei ging, der jedoch von der AKP-Regierung abgelehnt wurde. Seine unverblümten Reden vor und nach der Katastrophe fanden landesweit Beachtung.
Nach der Parlamentswahl im Mai 2023 wurde er Fraktionsvorsitzender.
Am 4. November 2023 kandidierte Özel auf dem 38. ordentlichen Parteitag der CHP für das Amt des Parteivorsitzenden. Während er im ersten Wahlgang der Abstimmung die absolute Mehrheit knapp verfehlte, gewann er im zweiten Wahlgang mit 812 Stimmen. Dabei erhielt sein Gegenkandidat Kemal Kılıçdaroğlu, der seit 2010 an der Spitze der Partei stand, 536 Stimmen.
Am 6. April 2025 wurde er an einem außerordentlichen Parteitag in Ankara in seinem Amt als Vorsitzender seiner Partei bestätigt. Er erhielt 1171 von 1276 Stimmen. Es gab keinen Gegenkandidaten. Hintergrund waren Spekulationen über die Einsetzung eines Treuhänders seitens der Regierung. Verschiedene Gruppierungen warfen der CHP Unstimmigkeiten am Parteitag im Jahr 2023 vor. Der ehemalige Parteivorsitzende Kemal Kılıçdaroğlu hatte seine Kandidatur am 3. April 2025 mit der Begründung zurückgezogen, die „internen Konflikte“ seiner Partei nicht weiter fortführen zu wollen.
Am 8. April 2025 erstattete Staatspräsident Recep Tayyip Erdoğan Anzeige gegen Özel. Erdoğans Anwalt Hüseyin Aydin teilte als Grund „Beleidigung des Präsidenten“ mit. Özel hatte am 6. April 2025 in einer Rede gesagt, dass die Türkei von einer „Junta“ geführt werde, die Angst vor ihren Gegnern und vor der Nation habe. Des Weiteren sei Erdoğan Präsident dieser „Junta“, die es auf die abgesehen haben, die die Unterstützung der Menschen haben, und auf diejenigen, die zu seinen Rivalen werden könnten. Die Klage beläuft sich in erster Instanz auf umgerechnet ca. 12.000 Euro. Özel kontert die Vorwürfe auch damit, dass der heutige Koalitionspartner Erdoğans Devlet Bahçeli die AKP-Regierung bis 2018 selbst als Junta bezeichnete, nachdem dieser Özel wegen seiner Äußerungen scharf angriff.
Anfang Juli 2025 kritisierte Özel die Festnahme der CHP-Bürgermeister von Adana, Adiyaman und Antalya wegen Korruptionsermittlungen. Özel sah die Festnahmen politisch motiviert und konfrontierte Erdoğan in einer Rede am 6. Juli 2025 mit Vorwürfen, er nehme den Menschen in der Türkei „ihr Wahlrecht weg, Sie nehmen ihnen die Bürgermeister weg, die sie gewählt haben, Sie stecken den künftigen Präsidenten ins Gefängnis.“ Damit bezog sich Özel auf Istanbuls inhaftierten Bürgermeister Ekrem İmamoğlu. Kurz darauf leitete die türkische Generalstaatsanwaltschaft Ermittlungen gegen Özel ein, wegen des Verdachts der „Präsidentenbeleidigung“. Laut Agentur Anadolu wird ihm auch die öffentliche Anstiftung zu Straftaten vorgeworfen.

## Persönliches
Özel ist mit Didem Özel verheiratet und Vater einer Tochter namens İpek.

## Mitgliedschaften
- International Pharmacists Federation
- European Union Pharmacists Group
- European Pharmacists Forum[13]